# Radstadt
Radstadt város Ausztria Salzburg tartományában, a Sankt Johann im Pongau járásában. 2018 januárjában 4823 lakosa volt.

## Elhelyezkedése

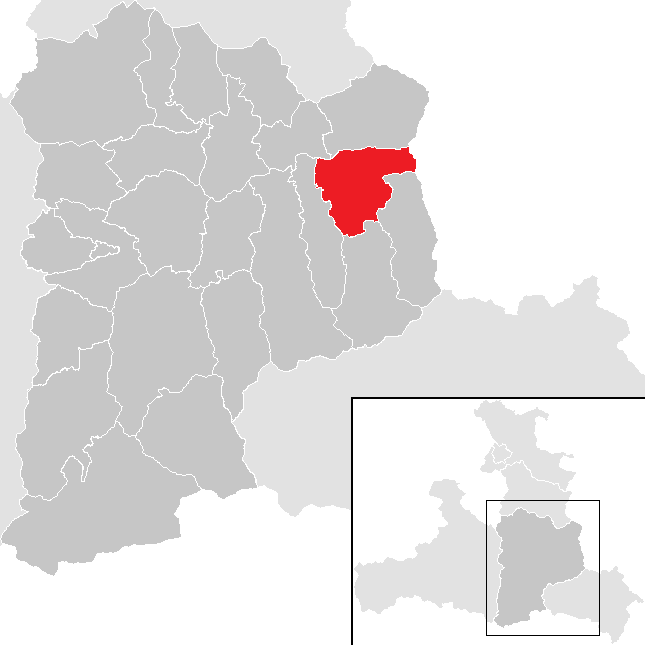
Radstadt a St. Johann im Pongau-i járásban

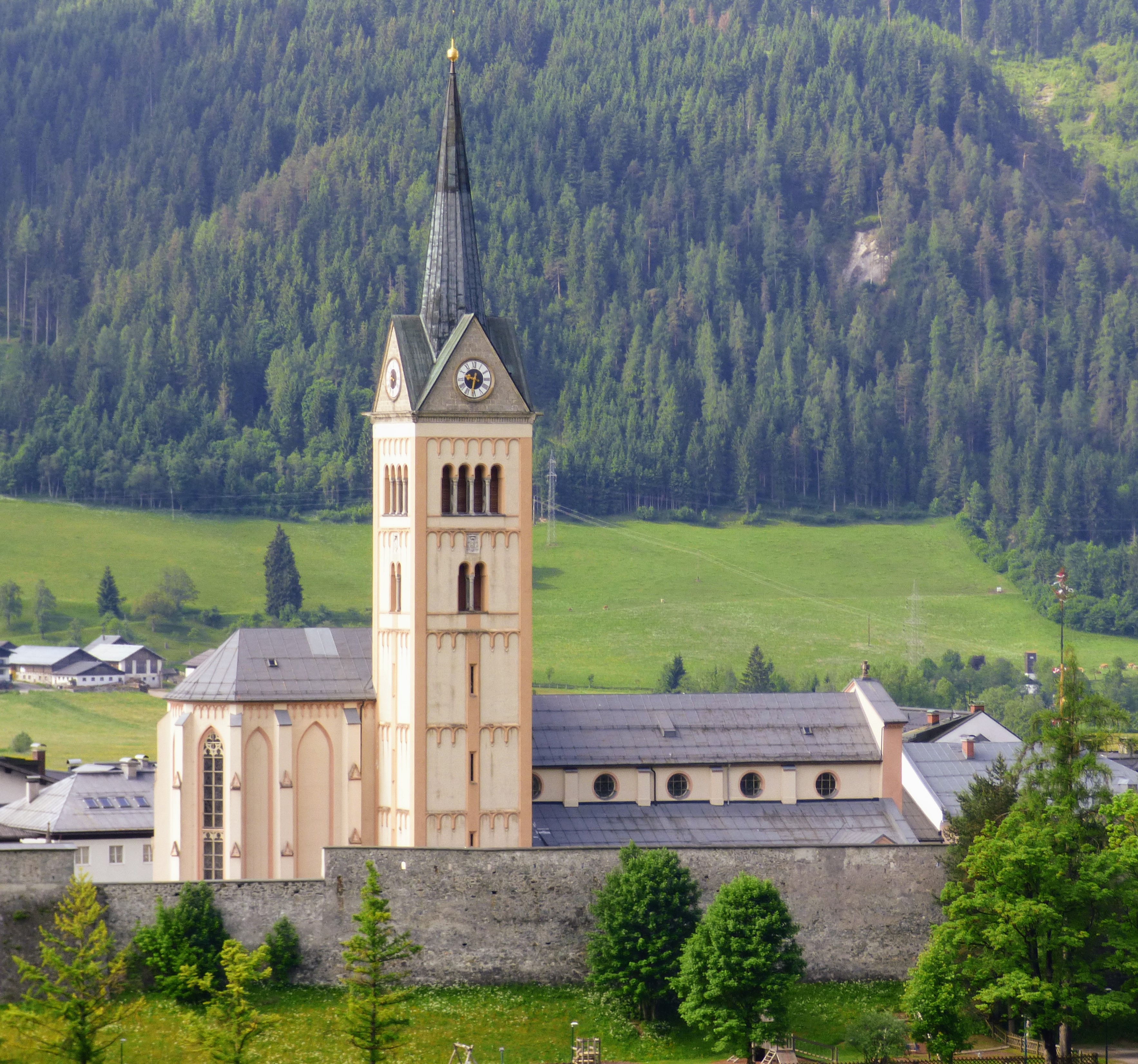
A Mária mennybevétele-plébániatemplom

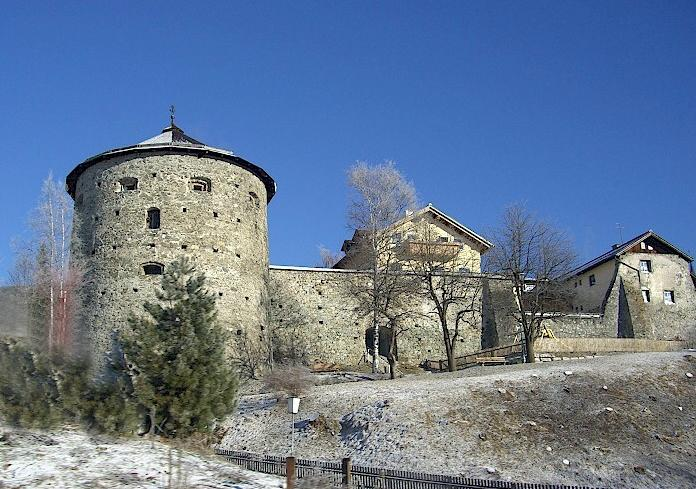
A városfal egyik tornya

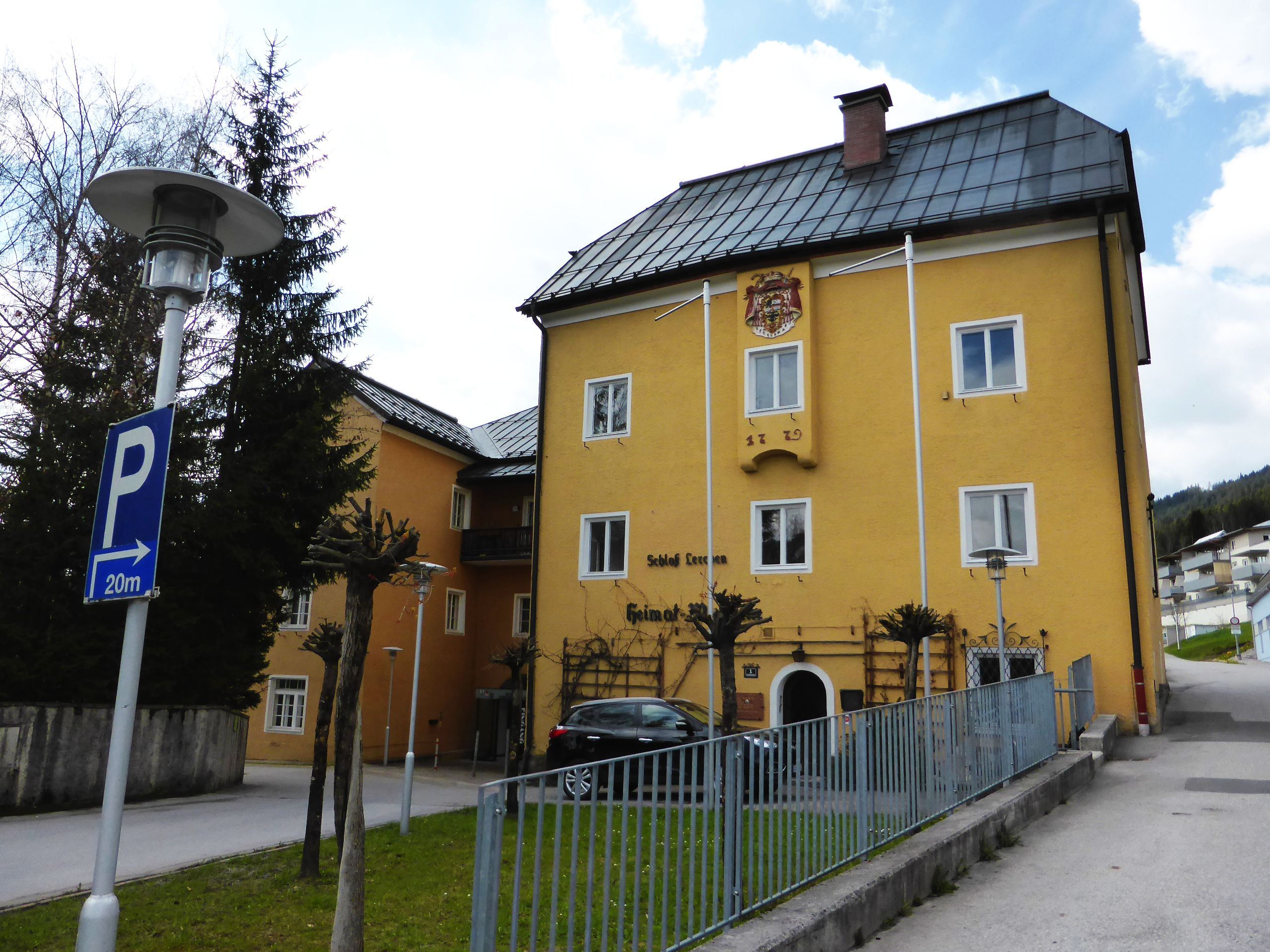
A városi múzeum (Lerchen-kastély)

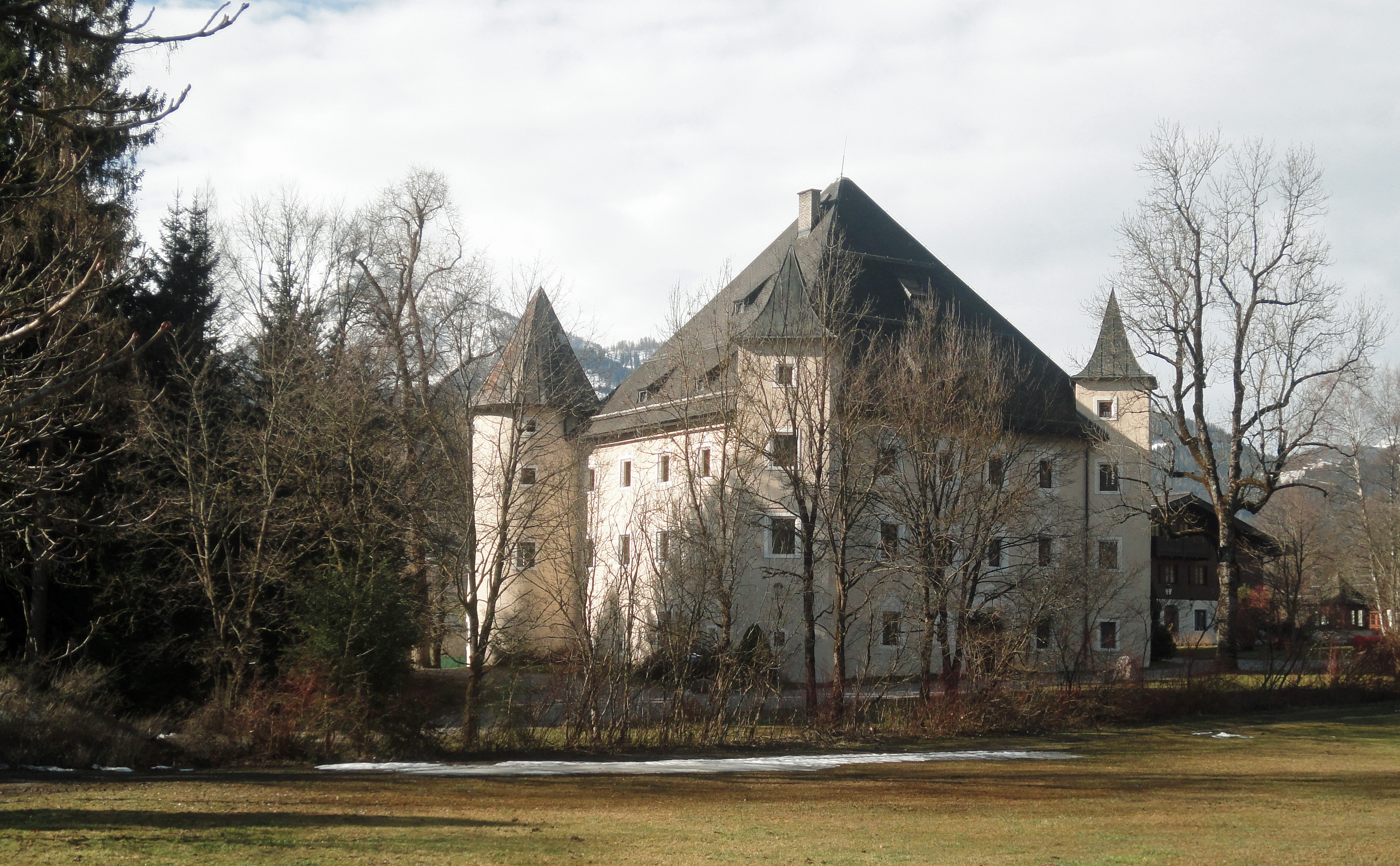
A Tandalier-kastély

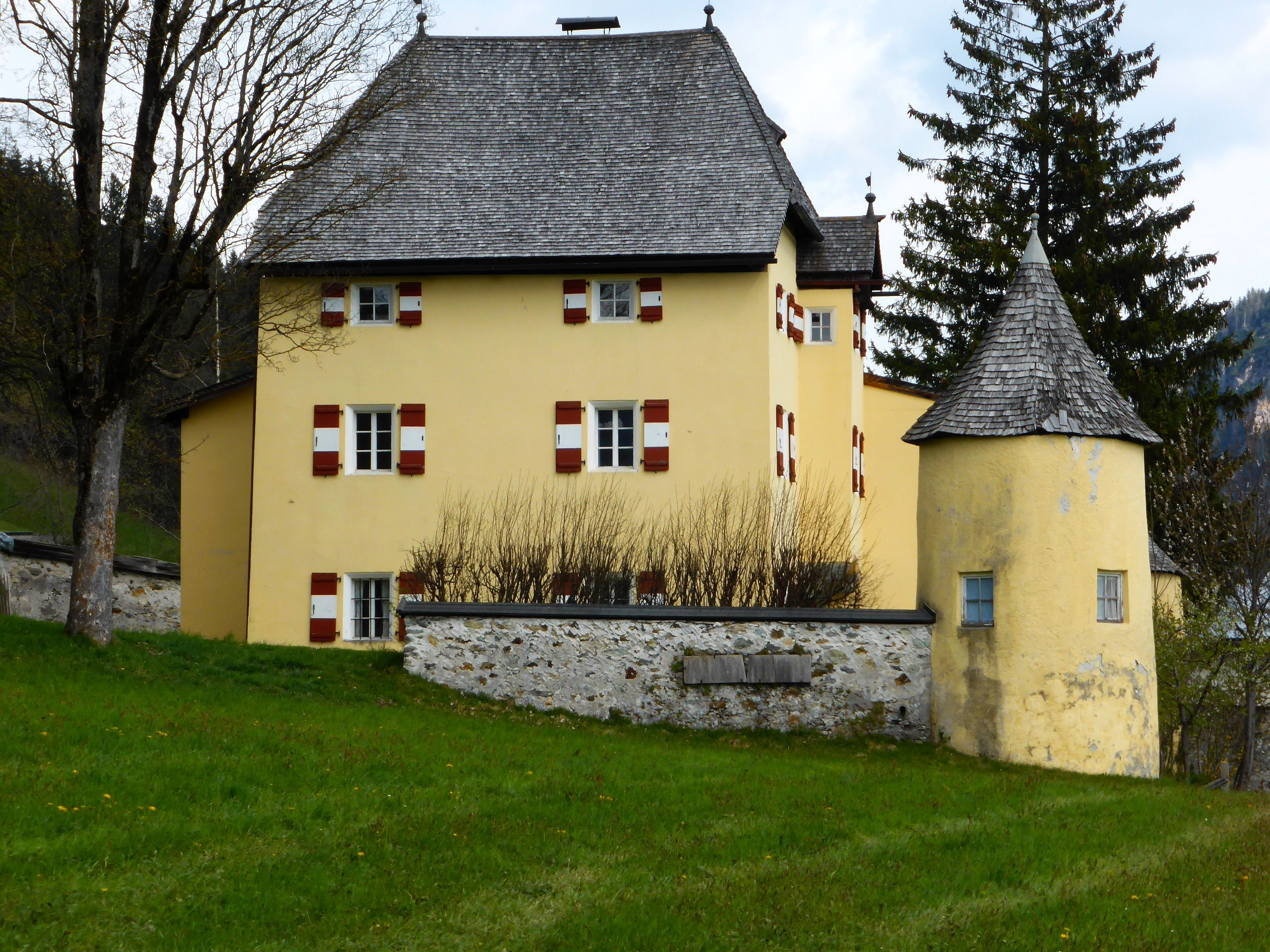
A Mauer-kastély

Radstadt Salzburg tartomány Pongau régiójában fekszik az Enns folyó mentén, az Alacsony-Tauern hegységhez tartozó Radstadti-Tauernben. Legmagasabb pontja a 2350 m-es Seekarspitze, míg turisztikailag legjelentősebb az 1768 m magas Rossbrand. Az önkormányzat 5 településrészt, illetve falut egyesít: Höggen (494 lakos 2018-ban), Löbenau (717), Mandling (355), Radstadt (2410) és Schwemmberg (847).
A környező önkormányzatok: délkeletre Forstau, délre Untertauern, délnyugatra Altenmarkt im Pongau, északnyugatra Eben im Pongau, északra Filzmoos.

## Története
Radstadt vidékén már az i.e. 4 . században is éltek kelták. A római korban erre haladt át az Aquileia és a Iuvavum (Salzburg) közötti útvonal. A népvándorlás során korán lakói elhagyták, helyükre a 7. században bajorok költöztek. Írásban először 1074-ben említik Rastat (jelentése pihenőhely) néven.
Rudolf von Hohenegg salzburgi érsek 1289-ben városjogot adományozott a településnek. Az 1525/26-os parasztháborúban lojális maradt hűbérurához és ellenállt a Michael Gaismair vezette ötezer felfegyverzett parasztnak, ezért további privilégiumokban részesült, saját polgárőrséget tarthatott fenn és 1527-ben Matthäus Lang von Wellenburg érsek teljes szabadságjogokban részesítette. A város a lázadások miatt három toronnyal erősítette meg védőfalát. A protestáns mártír George Scherert Radstadtban fejezték le 1528-ban. 
1731-ben az érsek elűzte birtokairól a protestánsokat. Radstadtból 3000 lakosnak kellett távoznia, elsősorban kelet-Poroszországba. A napóleoni háborúk során hol osztrák, hol bajor, hol francia csapatok szállták meg a várost. 
1875-ben elkészült a Bischofshofen-Selzthal vasút, amely érintette Radstadtot is. 
1938-ban egyesültek az addig különálló Radstadt-Stadt és a Radstadt-Land önkormányzatok.

## Lakosság
A radstadti önkormányzat területén 2017 januárjában 4823 fő élt. A lakosságszám 1961-től a legutóbbi évekig gyarapodó tendenciát mutatott. 2016-ban a helybeliek 81,3%-a volt osztrák állampolgár; a külföldiek közül 2,1% a régi (2004 előtti), 6,2% az új EU-tagállamokból érkezett. 8,3% a volt Jugoszlávia (Szlovénia és Horvátország nélkül) vagy Törökország, 2,1% egyéb országok polgára. 2001-ben a lakosok 80%-a római katolikusnak, 5% evangélikusnak, 1,1% ortodoxnak, 6,6% mohamedánnak, 4,1% pedig felekezet nélkülinek vallotta magát. Ugyanekkor a német (85,9%) mellett a legnagyobb nemzetiségi csoportot a horvátok (6,4%), a szerbek (1,6%), a törökök (1,3%) és a bosnyákok (1,3%) alkották.

## Látnivalók
A belváros középkori épületeinek nagy része a tüzvészek során elpusztult, a városképet barokk és klasszicista épületek jellemzik.
- a kora újkori városfal egyes részei megmaradtak, köztük tornyok és a vizesárok is.
- a Mária mennybevétele-plébániatemplom több alkalommal leégett, utoljára 1865-ben, ezután neoromán stílusban építették újjá.
- az 1513-as késő gótikus Susztertorony a temetőben
- a kapucinusok temploma
- a Lerchen-kastély a városi múzeumnak ad otthont
- a Tandalier-kastély 1569-ben nyerte el mai külsejét. Magántulajdon.
- a radstadti vár korábban kapucinus kolostor volt, ma a katolikus plébániának ad otthont
- a Mauer-kastély
- a Stájerország és Salzburg közötti határon lévő Mandling-hágót védő középkori erődítmény

## Híres radstadtiak
- Paul Hofhaimer (1459–1537) zeneszerző, orgonista
- Karl Berg (1908–1997) salzburgi érsek
- Josefine Frandl (1930-) olimpiai ezüstérmes alpesi síző
- Alexa Károly (1945-) József Attila-díjas magyar irodalomtörténész, egyetemi tanár, az MDF alapító tagja
- Andreas Schifferer (1974-) olimpiai bronzérmes alpesi síző
- Michael Walchhofer (1975-) olimpiai ezüstérmes alpesi síző

## Fordítás
- Ez a szócikk részben vagy egészben  a   Radstadt című német Wikipédia-szócikk ezen változatának fordításán alapul.  Az eredeti cikk szerkesztőit annak laptörténete sorolja fel. Ez a jelzés csupán a megfogalmazás eredetét és a szerzői jogokat jelzi, nem szolgál a cikkben szereplő információk forrásmegjelöléseként.